# Albrecht von Bonstetten

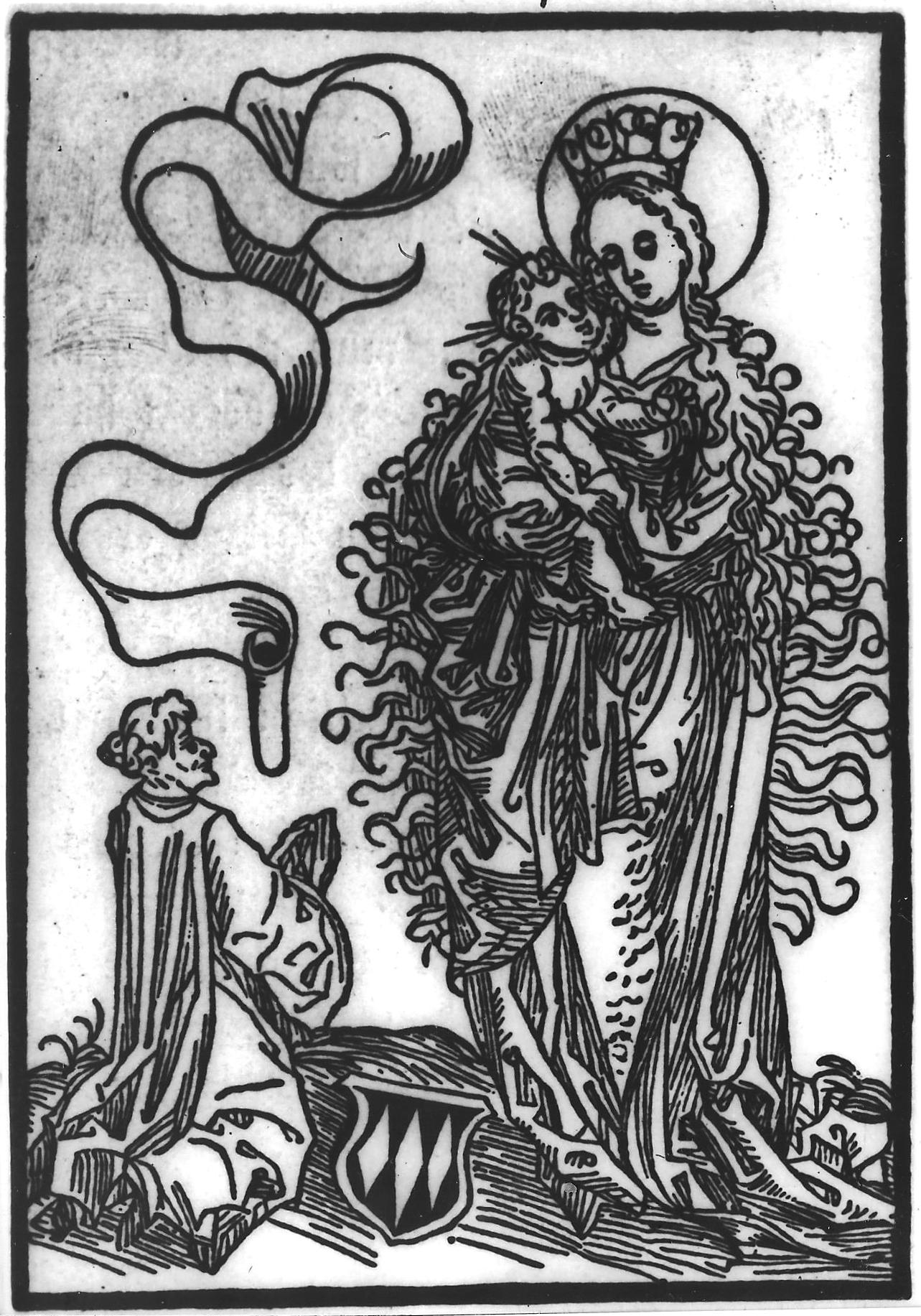
Albrecht von Bonstetten vor einer Marienfigur kniend, Holzschnitt (1493).

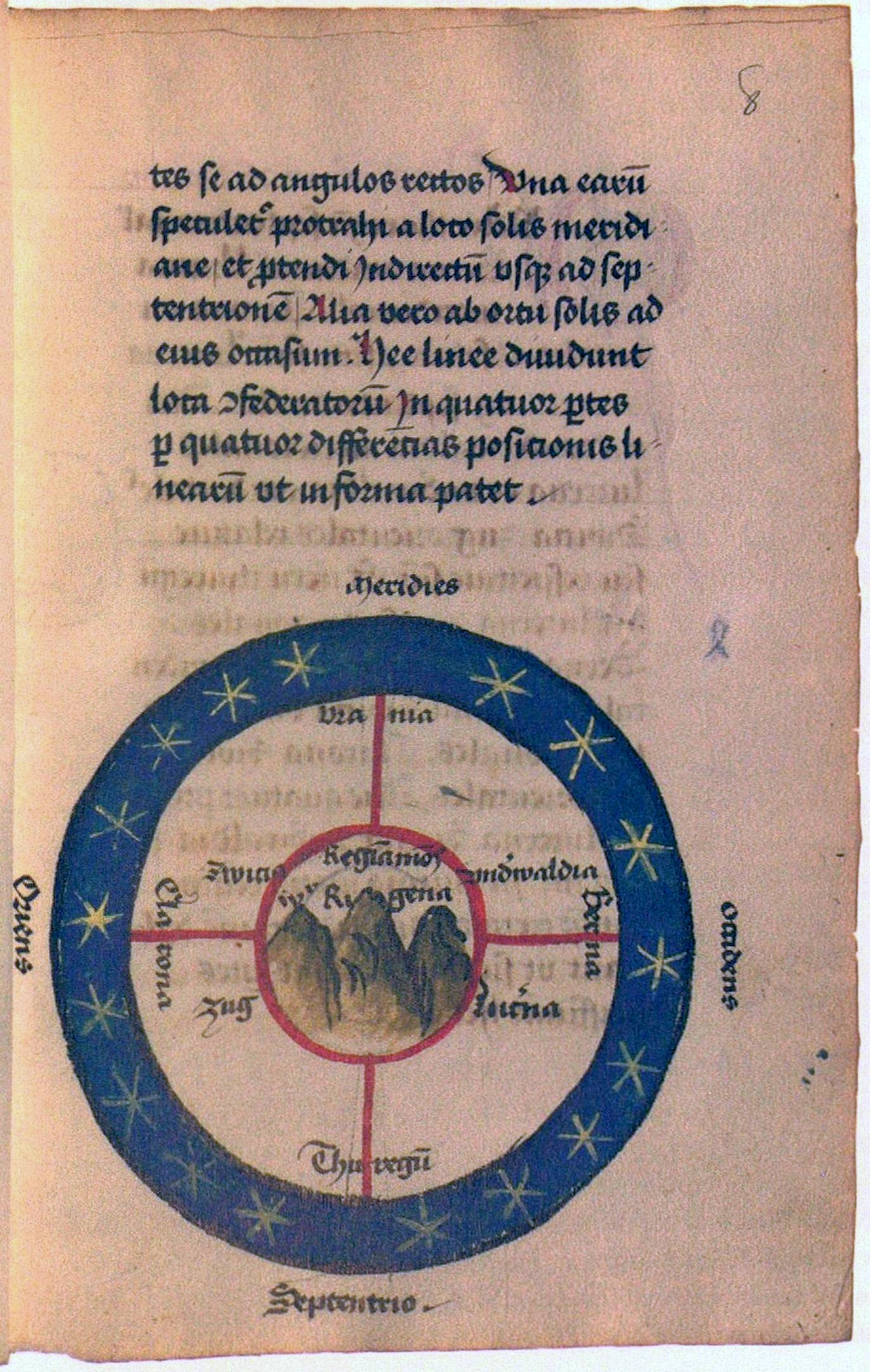
Die älteste kartographische Darstellung der Alten Eidgenossenschaft in Bonstettens Superioris Germaniae Confoederations Descriptio im 1480 angefertigten Widmungsexemplar für König Karl VIII. von Frankreich. Paris, Bibliothèque nationale de France, Lat. 5656, fol. 8r

Albrecht von Bonstetten (* um 1442/43; † etwa 1504) war Dekan des Klosters Einsiedeln und Frühhumanist.
Aus der Schweizer Freiherrenfamilie von Bonstetten stammend, trat Albrecht von Bonstetten frühestens um 1454 in das Kloster Einsiedeln ein. Nach Studienaufenthalten in Freiburg und Basel wurde er 1469 Dekan des Klosters. In Pavia studierte er das kanonische Recht. 1474 wurde er zum Priester geweiht. 1498 wurde er von Maximilian zum Dr. utriusque iuris ernannt.
Bonstetten verfasste eine Reihe von historischen und religiösen Schriften, überwiegend auf Latein.
Im Jahr 1479 verfasste Bonstetten die Superioris Germaniae Confoederationis Descriptio, eine Landesbeschreibung des eidgenössischen Gebiets. Sie enthält die erste kartographische Darstellung der Eidgenossenschaft. Bonstetten wollte das damals achtörtige Bündnis als politisch einheitliches und historisch legitimiertes Gebilde präsentieren. Die Karte stellt nach dem Vorbild der Weltkarten (mappae mundi) das Gebiet der Eidgenossenschaft als geschlossenen Kreis dar, dessen Mittelpunkt die Rigi als „königlicher Berg“ (Regina mons) bildet. Mehrere Ausfertigungen des Werks wurden den europäischen Herrschern zugestellt. Die ursprünglich lateinisch abgefasste Schrift wurde 1485 ins Deutsche übersetzt.
Albrecht von Bonstetten schrieb die Vita der Heiligen Idda von Toggenburg auf Einladung des Abtes des Klosters Fischingen in lateinischer und deutscher Sprache. Es existieren mehrere, teils unterschiedliche Versionen. Er gilt auch als Erfinder dieser Heiligenfigur. Der Kult um die Heilige Idda war zwar regional beschränkt, er half aber mit die Position des Klosters als Etappenziel auf dem Jakobsweg zwischen Konstanz und Einsiedeln zu festigen. 